# The Last Shot
The Last Shot (br: Luzes, Câmera, Ação / pt: O Último Golpe) é um filme estadunidense de 2004, do gênero comédia, dirigido por Jeff Nathanson.

## Sinopse
Joe, um agente do FBI, vira produtor de cinema para prender um mafioso. Mas agentes passam a gostar da vida em Hollywood.

## Elenco
- Matthew Broderick .... Steven Schats
- Alec Baldwin .... Joe Devine
- Toni Collette .... Emily French
- Tony Shalhoub .... Tommy Sanz
- Calista Flockhart .... Valerie Weston
- Tim Blake Nelson .... Marshal Paris
- Buck Henry .... Lonnie Bosco
- Ray Liotta .... Jack Devine
- Ian Gomez .... Agente Nance
- Troy Winbush .... Agente Ray Dawson
- Thomas McCarthy .... Agente Pike
- W. Earl Brown .... Willie Gratzo
- Evan Jones .... Troy Haines
- Glenn Morshower .... Agente McCaffrey
- James Rebhorn .... Abe White
- Michael Papajohn .... Ed Rossi Jr.
- Jon Polito .... Wally Kamin
- Joan Cusack .... Fanny Nash
- Judy Greer
- Eric Roberts
- Pat Morita